# Centro de Educación Artística
El Centro de Educación Artística de Televisa (CEA) es una institución artística mexicana especializada en la actuación y otros ámbitos del espectáculo. La sede de la institución se encuentra situada en la Ciudad de México en las instalaciones de Televisa San Ángel. Fue fundada por Eugenio Cobo el 26 de septiembre de 1987.
Cada año entran aproximadamente 5000 solicitudes de aspirantes de todo el mundo para ingresar al CEA, de las cuales solo 65 o 70 son aceptadas. Los aspirantes deben ser mayores de 17 años y máximo 24 años. Después de realizar una rigurosa selección, aquellos jóvenes que ingresan a la institución, estudiarán por 3 años consecutivos, un promedio de 9 horas diarias. El instituto se especializa en 3 disciplinas principales, que son el Área Corporal, el Área Actoral y el Área Teórico-Cultural.
No tiene costo alguno para aquellos jóvenes seleccionados. 
Se llevan a cabo 4 evaluaciones trimestrales de donde surgen estímulos para el siguiente trimestre o bien bajas de la escuela.
El CEA no cuenta con escuelas asociadas en el interior de México ni tampoco en otras ciudades del mundo.